# ソマリランド議会
ソマリランド議会（ソマリランドぎかい、ソマリ語: Baarlamaanka Somaliland, アラビア語: البرلمان في ارض الصومال）は、ソマリランドの立法府である。

## 概要
上院に相当する長老院と下院に相当する代議院の両院で構成する。